# Приор
Приори су били највиши лаички представници градске власти у приморским градовима Дукље (Зете) и Далмације. Помињу се на челу општинске управе од почетка X века. Бирани су од стране грађана из реда патрицијата.

## Избор
Претпоставља се (питање је у науци још увијек отворено) да у вријеме византијске власти потврда избора приора није била потребна. Касније, његов избор је потврђиван (у сјевернодалматинским градовима, од стране сињорије и угарског краља, у XII вијеку).

## Власт
Власт приора је била широка. Стајао је на челу градске скупштине и вијећа, руководећи њиховим радом. Увијек је иступао у спољнополитичким односима. Имао је јак утицај на скупштину, чије је одлуке спроводио.